# After the Sunset
After the Sunset is een komische actiefilm uit 2004, geregisseerd door Brett Ratner.. De hoofdrollen zijn Pierce Brosnan, Salma Hayek en Woody Harrelson.

## Verhaal
Na een geslaagde diamantroof heeft Max Burdett (Pierce Brosnan) zich samen met zijn bloedmooie partner Lola (Salma Hayek) teruggetrokken op een tropisch eiland. FBI-agent Stan Lloyd (Woody Harrelson), die al jaren Burdett probeert te strikken, is ervan overtuigd dat de meesterdief een nieuwe overval plant. Voor de kust van het eiland ligt immers een cruiseschip aangemeerd met aan boord de grootste diamant ter wereld.

## Rolverdeling
- Pierce Brosnan - Max Burdett
- Woody Harrelson - Stan Lloyd
- Salma Hayek - Lola
- Naomie Harris - Sophie
- Don Cheadle - Henri Moore